# 史密斯頓 (堪薩斯州)
史密斯頓（英語：Smithton）是位於美國堪薩斯州諾頓縣的一個鬼鎮。

## 歷史
史密斯頓的郵政局於1884年設立，直到1886年結束營運。

## 地理
史密斯頓所處的海拔為高於海平面740米（即2428英呎），而該地所採用的時區為UTC-6，即北美中部時區（CST）。同時該地設有夏令時間，為UTC-6調快一小時，即UTC-5（CDT）。